# Sophrops heydeni
Sophrops heydeni är en skalbaggsart som beskrevs av Brenske 1892. Sophrops heydeni ingår i släktet Sophrops och familjen Melolonthidae. Inga underarter finns listade i Catalogue of Life.